# Real Madryt C
Real Madryt Club de Fútbol C – hiszpański klub piłkarski, grający w Tercera Federación. Jest to drugi zespół rezerw Realu Madryt. Drużyna swoje spotkania rozgrywa na La Ciudad del Real Madryt, obiekcie znajdującym się w miasteczku treningowym Valdebebas. Zespół składa się z zawodników, którzy ukończyli wiek juniorski oraz juniorów zespołów Juvenilu.

## Trofea
- Tercera División: 5
  - 1984/85, 1990/91, 1991/92, 1998/99, 2005/06
- Campeonato de España de Aficionados: 8
  - 1959/60, 1961/62, 1962/63, 1963/64, 1964/65, 1965/66, 1966/67, 1969/70
- Copa de Comunidad: 2
  - 2002/03, 2007/08

## Obecny skład
Aktualny na 17 września 2023
| Nr | Poz. | Piłkarz            |
| -- | ---- | ------------------ |
| 1  | BR   | Guille Ruiz        |
| 2  | OB   | David Jiménez      |
| 3  | OB   | David Ruiz         |
| 4  | OB   | Jaime Calleja      |
| 5  | OB   | David Cuenca       |
| 6  | PO   | Fernando Rodríguez |
| 7  | NA   | Esteban Aparicio   |
| 8  | PO   | Miguel Romera      |
| 9  | NA   | Andrés García      |
| 10 | NA   | Yeray Lancha       |
| 11 | PO   | Borja Alonso       |

| Nr | Poz. | Piłkarz          |
| -- | ---- | ---------------- |
| 12 | OB   | Quique Ribes     |
| 13 | BR   | Guillermo Suníco |
| 14 | PO   | Manu Márquez     |
| 15 | OB   | Juan Rodríguez   |
| 16 | PO   | Carlos Rodríguez |
| 17 | PO   | Samuel Expósito  |
| 18 | NA   | Ángel Carvajal   |
| 19 | NA   | Álex Alemán      |
| 20 | OB   | Manu Serrano     |
| 21 | PO   | Andrés Campos    |
| 22 | OB   | Ferran Ruiz      |